# Alexandre Trauner
Pour les articles homonymes, voir Trauner.
Alexandre Trauner (en hongrois : Trauner Sándor), né le 3 août 1906 à Budapest en Autriche-Hongrie et mort le 5 décembre 1993 à Omonville-la-Petite, dans la Manche, est un décorateur de cinéma franco-hongrois.

## Biographie
Après des études de peinture à l'École des beaux-arts de Budapest, il émigre en 1929 à Paris, où il devient l'assistant du décorateur Lazare Meerson (À nous la liberté de René Clair en 1932, la Kermesse héroïque de Jacques Feyder en 1935).
Devenu chef décorateur en 1937, il a collaboré durant une longue carrière internationale avec certains des plus grands réalisateurs de son temps. On lui doit entre autres les décors de la plupart des films de Marcel Carné (Drôle de drame, Le Quai des brumes, Hôtel du Nord, Le jour se lève, Les Enfants du paradis), mais également ceux du Don Giovanni de Joseph Losey, de L'Homme qui voulut être roi de John Huston, de La Garçonnière ainsi que de  La Vie privée de Sherlock Holmes de Billy Wilder ou de Subway de Luc Besson.
Pour Les Routes du sud de Losey, c'est sa maison dans la Hague qui servit de décor.

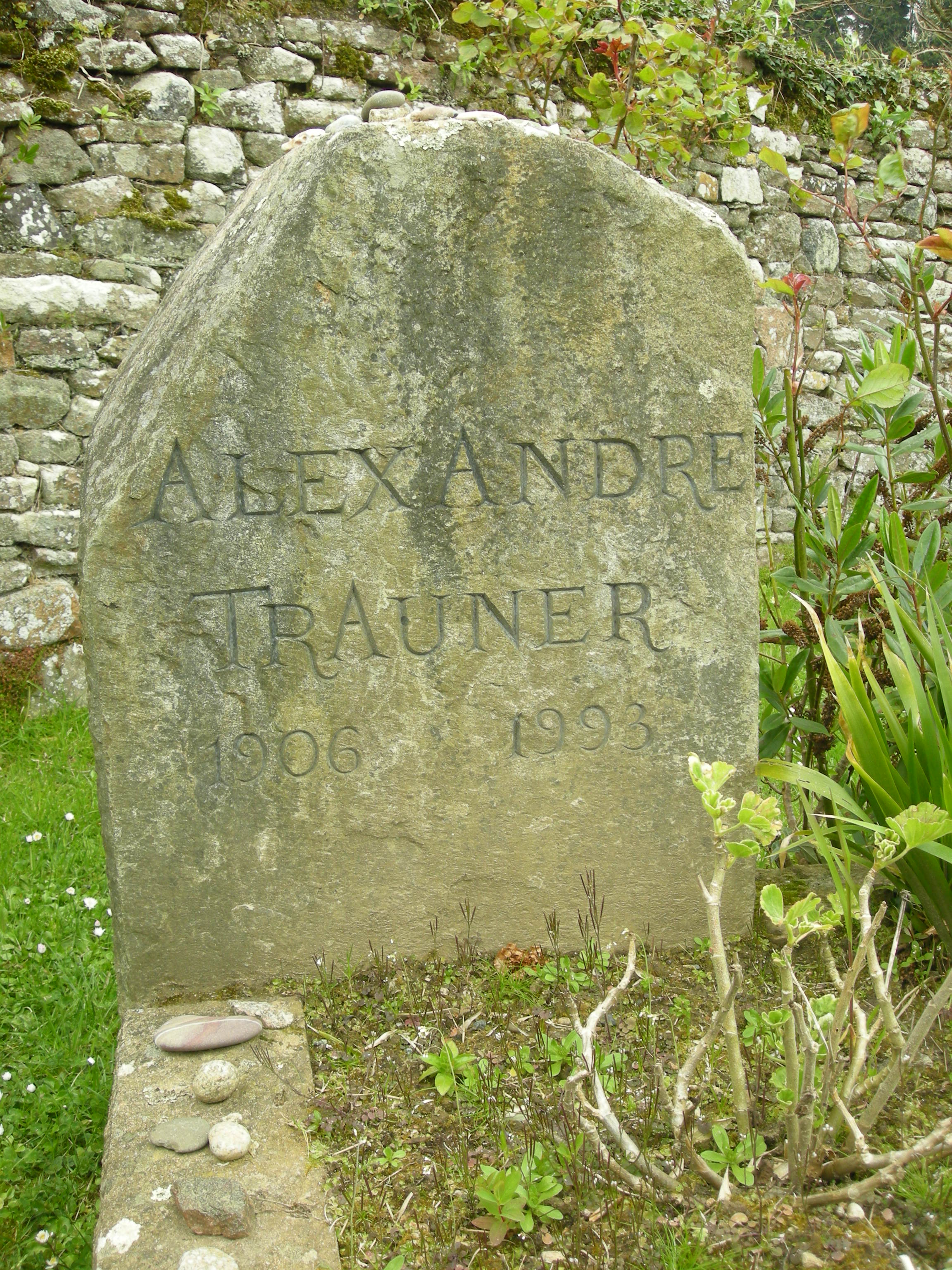
Tombe d'Alexandre Trauner à Omonville-la-Petite dans la Hague.

Il reçut l'Oscar du meilleur décor 1960 (catégorie noir et blanc) pour La Garçonnière de Wilder.
« Et puis il y a Trau ! Trau ? C’est Alexandre Trauner, le magicien de la perspective, le prodigieux créateur des décors. Né en 1906, Trauner quitte la Hongrie pour la France en 1929 et rencontre les Prévert en 1932, lors de la projection de L’Affaire est dans le sac organisée aux studios d’Epinay pour René Clair. C’est Lazare Meerson – décorateur de cinéma, notamment des films de René Clair, et dont Trauner est l’assistant pour Sous les toits de Paris – qui l’amène à cette projection : « Moi, j’étais à côté de Jacques, que je ne connaissais pas. En plus, je ne parlais pas très bien le français alors que lui parlait beaucoup et très vite. Mais on est tout de même devenu de grands amis ». Trauner travaille sur un nombre important de films écrits par Jacques : L’Hôtel du libre échange, Ciboulette, Vous n’avez rien à déclarer ?, Drôle de drame, Le Quai des brumes, Le jour se lève, Le soleil a toujours raison, Les Visiteurs du soir, Lumière d’été, Les Enfants du paradis, Les Portes de la nuit, Voyage Surprise, La Marie du port, L’Île des enfants perdus/La Fleur de l’âge, Une femme dans la nuit, Rue des vertus, Jour de sortie, Sylvie et le fantôme, Hécatombe… et l’inventaire est incomplet ! Israélite hongrois, c’est notamment grâce à Jacques qu’il pourra se cacher dans les montagnes près de Tourrettes-sur-Loup et travailler dans la clandestinité durant l’Occupation. Il sera aussi plus tard le décorateur de films de Bertrand Tavernier, Luc Besson ou encore Claude Berri, et fera également une brillante carrière aux États-Unis auprès de Howard Hawks, Billy Wilder, Joseph Losey, Orson Welles et d’autres. »
Alexandre Trauner est enterré dans le petit cimetière d'Omonville-la-Petite (Manche), aux côtés de son ami Jacques Prévert. Son épouse est décédée en 2011.

## Filmographie

### Créateur des décors
- 1934 : Sans famille de Marc Allégret (maquettes réalisées par R. Gys)
- 1936 : Vous n'avez rien à déclarer ? de Léo Joannon (maquettes réalisées par R. Gys)
- 1937 : Gribouille de Marc Allégret
- 1937 : Drôle de drame de Marcel Carné, scénario de Jacques Prévert
- 1937 : La Dame de Malacca de Marc Allégret (décors orientaux uniquement, autres décors par J. Krauss)
- 1937 : Mollenard de Robert Siodmak
- 1938 : Le Quai des brumes de Marcel Carné, scénario de Jacques Prévert
- 1938 : Entrée des artistes de Marc Allégret (maquettes réalisées par J. Krauss)
- 1938 : Hôtel du Nord de Marcel Carné, dialogues de Henri Jeanson
- 1939 : Le jour se lève de Marcel Carné, scénario de Jacques Prévert et dialogues de Jacques Viot
- 1939 : Remorques de Jean Grémillon, scénario de Jacques Prévert (achevé par H. Manessier à partir des maquettes originales)
- 1940 : Soyez les bienvenus de Jacques de Baroncelli (maquettes réalisées par Paul Bertrand)
- 1941 : Le soleil a toujours raison de Pierre Billon, scénario de Jacques Prévert (maquettes réalisées par A. Capelier et G. Wakhevitch)
- 1942 : Les Visiteurs du soir (+ costumes) de Marcel Carné, scénario de Jacques Prévert (avec G. Wakhevitch)
- 1942 : Lumière d'été de Jean Grémillon, scénario de Jacques Prévert (maquettes réalisées par M. Douy)
- 1943 : Le Ciel est à vous de Jean Grémillon
- 1943-1944 : Les Enfants du paradis de Marcel Carné, scénario de Jacques Prévert (avec L. Barsacq et R. Gabutti)
- 1945 : Les Malheurs de Sophie de Jacqueline Audry (maquettes réalisées par M. Magniez)
- 1946 : Les Portes de la nuit de Marcel Carné, scénario de Jacques Prévert
- 1946 : Rêves d'amour de Christian Stengel (maquettes réalisées par R. Gys)
- 1946 : Voyage Surprise de Pierre Prévert, scénario de Jacques Prévert (maquettes réalisées par A. Capelier)
- 1948-1950 : Othello d'Orson Welles (+ costumes)
- 1949 : Manèges d'Yves Allégret (maquettes réalisées par A. Capelier)
- 1949 : La Marie du port de Marcel Carné (maquettes réalisées par A. Capelier)
- 1950 : Juliette ou la Clé des songes de Marcel Carné, scénario de Georges Neveux
- 1950 : Les Miracles n'ont lieu qu'une fois d'Yves Allégret (maquettes réalisées par A. Capelier)
- 1951 : Torticola contre Frankensberg (court métrage) de Paul Paviot (maquettes réalisées par J. Allan)
- 1951 : Le Gantelet vert (The Green Glove) de Rudolph Maté
- 1951 : Les Sept Péchés capitaux : La Luxure d'Yves Allégret (maquettes réalisées par A. Capelier)
- 1952 : La Jeune Folle d'Yves Allégret
- 1952 : Chaussure à son pied (Hobson's Choice) de David Lean
- 1953 : Un acte d'amour d'Anatole Litvak
- 1954 : Land of the Pharaohs de Howard Hawks
- 1954 : Du rififi chez les hommes de Jules Dassin (maquettes réalisées par A. Capelier)
- 1955 : La Lumière d'en face de Georges Lacombe (maquettes réalisées par M. Colasson)
- 1955 : L'Amant de lady Chatterley de Marc Allégret (maquettes réalisées par A. Capelier)
- 1956 : La Route joyeuse (The Happy Road) de Gene Kelly (maquettes réalisées par N. Howard)
- 1956 : En effeuillant la marguerite de Marc Allégret (maquettes réalisées par A. Capelier)
- 1956 : Ariane (Love in the Afternoon) de Billy Wilder
- 1957 : Sois belle et tais-toi (maquettes réalisées par A. Capelier)

- 1957 : L'Amour est en jeu de Marc Allégret (maquettes réalisées par A. Capelier)
- 1959 : Le Secret du chevalier d'Éon de Jacqueline Audry (en collaboration avec M. Collasson)
- 1959 : Once More with Feeling de Stanley Donen
- 1960 : Aimez-vous Brahms... de Anatole Litvak
- 1961 : Romanoff et Juliette de Peter Ustinov
- 1961 : Paris Blues de Martin Ritt
- 1961 : One, Two, Three de Billy Wilder
- 1961 : Le Couteau dans la plaie de Anatole Litvak
- 1962 : Gigot, le clochard de Belleville de Gene Kelly (maquettes réalisées par A. Capelier)
- 1964 : Et vint le jour de la vengeance de Fred Zinnemann
- 1964 : Embrasse-moi, idiot de Billy Wilder
- 1966 : How to Steal a Million de William Wyler
- 1966 : La Nuit des généraux de Anatole Litvak
- 1968 : Point noir de Jules Dassin
- 1968 : La Puce à l'oreille de Jacques Charon
- 1969 : La Promesse de l'aube de Jules Dassin
- 1970 : Les Mariés de l'an II de Jean-Paul Rappeneau (maquettes réalisées par W. Holt)
- 1970 : La Vie privée de Sherlock Holmes de Billy Wilder
- 1971 : L'Impossible Objet de John Frankenheimer
- 1974 : The Man Who Would Be King de John Huston
- 1976 : La Première fois de Claude Berri
- 1977 : Fedora de Billy Wilder
- 1977 : Les Routes du sud de Joseph Losey
- 1978 : Don Giovanni de Joseph Losey
- 1979 : Le Complot diabolique du docteur Fu Manchu de Piers Haggard
- 1981 : Coup de torchon de Bertrand Tavernier
- 1982 : La Truite de Joseph Losey
- 1983 : Tchao Pantin de Claude Berri
- 1983 : Vive les femmes ! de Claude Confortès
- 1985 : Subway de Luc Besson
- 1985 : Harem de Arthur Joffé
- 1985 : Autour de minuit de Bertrand Tavernier
- 1986 : Le Moustachu de Dominique Chaussois (maquettes réalisées par D. Naert)
- 1987 : La Nuit Bengali de Nicolas Klotz (maquettes réalisées par D. Naert)
- 1988 : L'Ami retrouvé de Jerry Schatzberg (maquettes réalisées par D. Naert)
- 1988 : Rouget le braconnier de Gilles Cousin (maquettes réalisées par P. Duquesne)
- 1989 : Comédie d'amour de Jean-Pierre Rawson (maquettes réalisées par P. Duquesne)
- 1990 : Le Voleur d'arc-en-ciel d'Alejandro Jodorowsky (maquettes réalisées par D. Naert)

### Assistant décorateur de Lazare Meerson
- 1930 : Sous les toits de Paris de René Clair
- 1930 : David Golder de Julien Duvivier
- 1930 : Jean de la Lune de Jean Choux
- 1930-1931 : Le Million de René Clair
- 1931 : Le Bal de Wilhelm Thiele
- 1931 : Les Cinq gentlemen maudits de Julien Duvivier
- 1931 : À nous la liberté de René Clair
- 1932 : Quatorze Juillet de René Clair
- 1933 : Ciboulette de Claude Autant-Lara, scénario de Jacques Prévert
- 1933 : Le Grand Jeu de Jacques Feyder
- 1933 : Lac aux dames de Marc Allégret
- 1933-1934 : Amok de Fedor Ozep
- 1934 : Zouzou de Marc Allégret
- 1934 : L'Hôtel du libre échange (+ petit rôle de client) de Marc Allégret, scénario de Jacques Prévert
- 1934 : Pension Mimosas de Jacques Feyder
- 1934 : Justin de Marseille de Maurice Tourneur
- 1935 : Les Beaux Jours de Marc Allégret
- 1935 : Princesse Tam Tam de Edmond T. Gréville
- 1935 : La Kermesse héroïque de Jacques Feyder
- 1936 : Comme il vous plaira de Paul Czinner

### Projets inachevés
- 1937 : L'Île des enfants perdus de Marcel Carné, scénario de Jacques Prévert (maquettes réalisées)
- 1938 : La Rue des Vertus / L'Auberge des quatre couteaux / L'Eau fraîche de Marcel Carné, scénario de Jacques Prévert (maquettes réalisées)
- 1939 : Feu follet / La Clef des champs de B. Deschamps, scénario de Jacques Prévert
- 1939 : École communale de Marcel Carné et Jacques Prévert
- 1941 : Une femme dans la nuit d'Edmond T. Gréville, scénario de Jacques Prévert (maquettes non utilisées dans le film)
- 1942 : Jour de sortie de Marcel Carné, scénario de Jacques Prévert
- 1942 : Sylvie et le fantôme de Jean Grémillon, scénario de Jacques Prévert (maquettes réalisées)
- 1942 : Le Chat botté de Marcel Carné, scénario de Jacques Prévert (maquettes réalisées)
- 1947 : La Fleur de l'âge de Marcel Carné, scénario de Jacques Prévert (tournage abandonné après 3 mois)
- 1947 : Hécatombe / L'Épée de Damoclès de Pierre Prévert, Jacques Prévert, Alexandre Trauner, puis Orson Welles (maquettes réalisées)
- 1947 : Cyrano de Bergerac de Orson Welles (maquettes réalisées)
- 1950 : Ulysse de Orson Welles (non tourné)
- 1951 : Les Mille et une nuits de Orson Welles (maquettes réalisées)
- 1954 : Au diable vert de Noël Howard et Jacques Prévert (maquettes réalisées)
- 1968 : The Nine Tiger-Man de George Cukor (maquettes réalisées)

### Participation à d'autres films
- 1932 : Danton de André Roubaud (maquettes réalisées)
- 1973 : Grandeur nature de Luis Berlanga (conception de la poupée)

## Théâtre
- 1962 : Johnnie Cœur de Romain Gary, mise en scène François Périer, Théâtre de la Michodière
- 1987 : Kean de Jean-Paul Sartre d'après Alexandre Dumas, mise en scène Robert Hossein, Théâtre Marigny

## Distinctions
- Oscars 1961 : Oscar de la meilleure direction artistique pour La Garçonnière
- Oscars 1976 : nomination à l'Oscar de la meilleure direction artistique pour L'Homme qui voulut être roi
- César 1977 : César du meilleur décor pour Mr. Klein
- César 1980 : César du meilleur décor pour Don Giovanni
- César 1982 : nomination au César du meilleur décor pour Coup de torchon
- César 1983 : nomination au César du meilleur décor pour La Truite
- César 1984 : nomination au César du meilleur décor pour Tchao Pantin
- César 1986 : César du meilleur décor pour Subway
- César 1987 : nomination au César du meilleur décor pour Autour de minuit

### Films documentaires
- Voyage surprise d'Alexandre Trauner, documentaire de Teri Wehn-Damisch, Télé-Europe, Ina, La Sept, A2, NBdC, 1991, 50 min
- Les Ciels d'Alexandre Trauner, documentaire de Vincent Dumesnil et Stéphane Paroux, Les Films d'Ici